# 山下久夫
山下 久夫（やました ひさお、1948年 - ）は、日本の国文学者。金沢学院大学名誉教授。専攻は日本文学・日本思想史。

## 人物
鹿児島県生まれ。1971年立命館大学文学部日本文学科卒、77年同大学院文学研究科博士課程単位取得退学。金沢学院大学文学部助教授、教授。2005年「秋成の「古代」」で立命館大学より文学博士の学位を取得。2014年定年退任、名誉教授。

## 著書
- 『本居宣長と「自然」』沖積舎、1988年。ISBN 4806045276
- 『秋成の「古代」』森話社、2004年。ISBN 4916087488
- 『本居宣長』笠間書院〈コレクション日本歌人選58〉、2012年。ISBN 9784305706584

### 共編著
- 『越境する古事記伝』斎藤英喜共編、森話社、2012年。ISBN 9784864050388
- 『文学研究の思想：儒学、神道そして国学』田尻祐一郎,西岡和彦,城﨑陽子,志水義夫共著、東海大学出版部〈東海大学文学部叢書〉、2014年。ISBN 9784486020271
- 『江戸の学問と文藝世界』鈴木健一,杉田昌彦,田中康二,西田正宏共編、森話社、2018年。ISBN 9784864051262
- 『日本書紀一三〇〇年史を問う』斎藤英喜共編、思文閣出版、2020年。ISBN 9784784219902
- 『平田篤胤：狂信から共振へ』斎藤英喜共編、法藏館、2023年。ISBN 9784831862761

## 論文
- Cinii